# Blender (gmina)
Blender – gmina w Niemczech, w kraju związkowym Dolna Saksonia, w powiecie Verden, wchodzi w skład gminy zbiorowej Thedinghausen.

## Geografia
Gmina Blender położona jest na zachód od miasta Verden (Aller).